# Monulphe de Maastricht

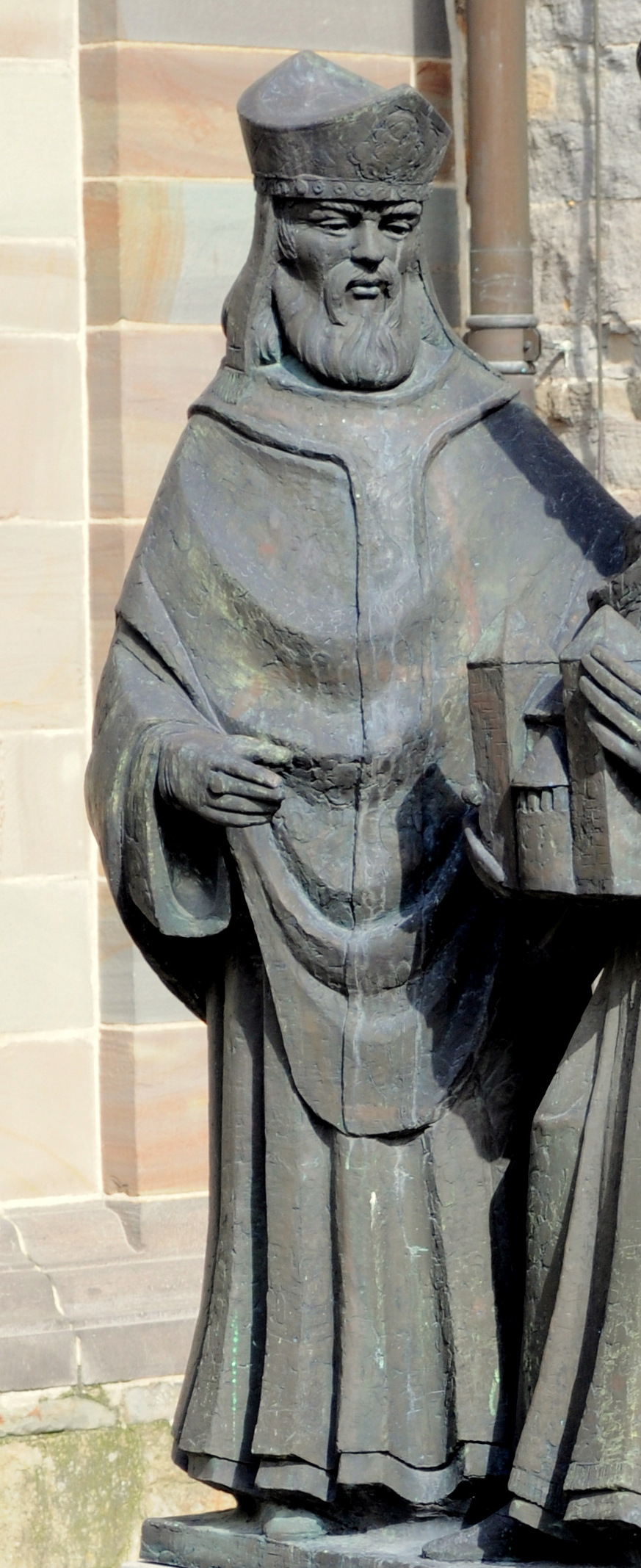
Saint Monulphe.

Saint Monulphe (début VIe s. ap. J.-C., mort en 599, ou en 609,) est le 11e évêque de Maastricht après Saint Servais. Il succède à Saint Domitien, mort dans la seconde moitié du VIe siècle. Il fut évêque pendant 39 ans.
Il sera suivi par saint Gondulphe.
Une rue de Liège porte son nom : la rue Monulphe.

## Prophétie
L'origine moderne de la cité de Liège remonte au VIe siècle, lorsque Monulphe, évêque de Tongres qui se rendait de Dinant à Maastricht, s'arrêta dans un vallon où se trouvaient éparses quelques chaumières construites sur le bord d'un ruisseau appelé Légia. Surpris par le paysage pittoresque qu'il apercevait de toutes parts, il s'écria : « C'est ici la place que Dieu a choisie pour le salut d'un grand nombre, c'est ici que doit s'élever plus tard une ville puissante ; nous y ferons nous même bâtir un petit oratoire en l'honneur de saint Cosme et de saint Damien ». 
Cette prédiction de l'évêque ne tarda pas à s'accomplir : nombreux furent les fidèles qui vinrent s'établir autour de la chapelle. Le nombre de ceux-ci s'accrut encore sous l'épiscopat de Lambert de Maastricht, car celui-ci se retirait souvent à Liège afin de s'y livrer à des exercices de piété. Et c'est là qu'il mourut, assassiné par le traître Dodon et ses complices. La nouvelle de ce crime se répandit dans tous les environs dont on accourut pour visiter les lieux du trépas. Le successeur de Lambert de Maastricht, Hubert de Liège y fixa sa résidence, et une église fut bâtie en honneur du martyr. Le bourg devint une ville, on l'entoura de murs épais (711) que l'on garnit de hautes tours pour en défendre les approches.